# Only Lonely
Ne doit pas être confondu avec la chanson « Only the Lonely » de Roy Orbison.
Singles de Bon Jovi
Burning for Love
(1984) In and Out of Love
(1985)
Clip vidéo
[vidéo] « Only Lonely », sur YouTube
Only Lonely est une chanson du groupe de rock américain Bon Jovi extraite de leur deuxième album studio, 7800° Fahrenheit, paru en 1985.
Un single avec cette chanson sort également. C'était le premier single tiré de cet album.
La chanson a atteint la 54e place aux États-Unis (dans le Hot 100 du magazine américain Billboard) dans la semaine du 25 mai 1985.